# Horseshoe Island (ö i Bermuda)
Horseshoe Island är en ö i Bermuda (Storbritannien). Den ligger i parishen St. George's, i den nordöstra delen av Bermuda, 14 km nordost om huvudstaden Hamilton.